# Polyakrylamid
Polyakrylamid (poly(2-propenamid)) je polymer (-CH2CHCONH2-) tvořený z akrylamidových podjednotek. Může být lineární nebo sesíťovaný, typicky N,N'-methylenbisakrylamidem. Polyakrylamid není toxický, ale může obsahovat zbytky nezpolymerovaného akrylamidu, který působí jako neurotoxin.
Hlavní využití polyakrylamidu je v biochemické metodě SDS-PAGE využívané k separací proteinů nebo malých molekul DNA na základě jejich elektroforetické pohyblivosti.

## Fyzikálně-chemické vlastnosti
Polyakrylamid je polymer . Lze jej považovat za polymer se střídajícími se atomy uhlíku na střídajících se atomech uhlíku. Na rozdíl od různých nylonů není polyakrylamid polyamid , protože amidové skupiny nejsou v polymerním řetězci. Vzhledem k přítomnosti amidových skupin (CONH2 ) jsou střídající se atomy uhlíku v řetězci stereogenní (hovorově: chirální). Z tohoto důvodu existuje polyakrylamid v ataktické, syndiotaktické a izotaktické formě, ačkoli se o tomto aspektu diskutuje jen zřídka. Polymerace je iniciována radikály a předpokládá se, že je stereonáhodná. 

### Kopolymery a modifikované polymery
Lineární polyakrylamid je ve vodě rozpustný polymer. Mezi další polární rozpouštědla patří DMSO a různé alkoholy. Zesíťování lze provést pomocí N,N-methylenbisakrylamidu . Některé zesíťované materiály jsou bobtnavé, ale nerozpustné, tj. jsou to hydrogely .
K částečné hydrolýze dochází při zvýšených teplotách ve vodném prostředí, přičemž se některé amidové substituenty přeměňují na karboxyláty. Tato hydrolýza činí polymer obzvláště hydrofilním. Polymer vyrobený z N,N-dimethylakrylamidu je hydrolýze odolný.
Kopolymery akrylamidu zahrnují ty odvozené od kyseliny akrylové.

## Použití
V 70. a 80. letech 20. století se tyto polymery poměrně nejvíce používaly v úpravě vody.  Další významnou aplikací podle hmotnosti jsou aditiva pro zpracování buničiny a výrobu papíru . Asi 30 % polyakrylamidu se používá v ropném a nerostném průmyslu. 

### Flokulace
Jedním z nejčastějších použití polyakrylamidu je flokulace pevných látek v kapalině. Tento proces se používá při úpravě vody a v procesech, jako je výroba papíru a sítotisk. Polyakrylamid může být dodáván v práškové nebo kapalné formě, přičemž kapalná forma se dále dělí na roztokové a emulzní polymery.
Přestože se tyto produkty často nazývají „polyakrylamid“, mnoho z nich jsou ve skutečnosti kopolymery akrylamidu a jednoho nebo více dalších druhů, jako je kyselina akrylová nebo její sůl. Tyto kopolymery mají modifikovanou smáčivost a bobtnavost.
Iontové formy polyakrylamidu hrají důležitou roli v průmyslu úpravy pitné vody . Trojmocné kovové soli, jako je chlorid železitý a chlorid hlinitý , jsou vázány dlouhými polymerními řetězci polyakrylamidu. To vede k významnému zvýšení rychlosti flokulace . To umožňuje úpravnám vody výrazně zlepšit odstraňování celkového organického obsahu (TOC) ze surové vody.

### Průmysl fosilních paliv
Hlavní článek: Zvýšená těžba ropy
V ropném a plynárenském průmyslu mají deriváty polyakrylamidu (zejména kopolymery) podstatný vliv na produkci díky zvýšené výtěžnosti ropy zvýšením viskozity. Vodné roztoky s vysokou viskozitou lze vytvářet s nízkými koncentracemi polyakrylamidových polymerů, které se vstřikují za účelem zlepšení ekonomiky konvenčního zavodňování. V samostatné aplikaci těží hydraulické štěpení ze snížení odporu v důsledku vstřikování těchto roztoků. Tyto aplikace využívají velké objemy polymerních roztoků o koncentraci 30–3000 mg/l. 

### Úprava půdy
Hlavní článek: půdní kondicionér
Primárními funkcemi polyakrylamidových půdních kondicionérů je zvýšení ornosti, provzdušnění a pórovitosti půdy a snížení zhutnění, prašnosti a odtoku vody. Typické aplikace jsou 10 mg/l, což je pro mnoho aplikací stále drahé.  Sekundárními funkcemi jsou zvýšení síly rostlin, barvy, vzhledu, hloubky zakořenění a vzcházení semen a zároveň snížení nároků na vodu, chorob, eroze a nákladů na údržbu. K tomuto účelu se používá FC 2712.

### Laboratoře molekulární biologie
Polyakrylamid se také často používá v molekulárně biologických aplikacích jako médium pro elektroforézu proteinů a nukleových kyselin technikou známou jako PAGE . PAGE byla poprvé použita v laboratorním prostředí na počátku 50. let 20. století. V roce 1959 skupiny Davise a Ornsteina  a Raymonda a Weintrauba  nezávisle publikovaly práci o použití elektroforézy na polyakrylamidovém gelu k separaci nabitých molekul .  Tato technika je dnes široce přijímána a zůstává běžným protokolem v molekulárně biologických laboratořích.
Akrylamid má v laboratořích molekulární biologie i další využití, včetně použití lineárního polyakrylamidu (LPA) jako nosiče , který napomáhá srážení malého množství nukleových kyselin (DNA a RNA).  Mnoho laboratorních dodavatelských společností prodává LPA pro toto použití.  Kromě toho jej lze za určitých podmínek použít k selektivní srážení pouze druhů RNA ze směsi nukleových kyselin. 

### Mechanobiologie
Modul pružnosti polyakrylamidu lze měnit změnou poměru monomeru a síťovacího činidla během výroby polyakrylamidového gelu.  Tato vlastnost činí polyakrylamid užitečným v oblasti mechanobiologie , protože řada buněk reaguje na mechanické podněty. 

### Výklenkové využití
Tento polymer se také používá k výrobě hraček Gro-Beast, které se po umístění do vody roztahují, jako například Test Tube Aliens . Podobně lze absorpční vlastnosti jednoho z jeho kopolymerů využít jako přísadu do tělových pudrů.
Používá se v Botoxu jako subdermální výplň pro estetickou chirurgii obličeje (viz Aquamid ).
To bylo také použito při syntéze první Bogerovy tekutiny .

## Vlivy na životní prostředí
Vzhledem k objemu vyrobeného polyakrylamidu byly tyto materiály důkladně zkoumány z hlediska dopadů na životní prostředí a zdraví. 
Polyakrylamid má nízkou toxicitu, ale jeho prekurzor akrylamid je neurotoxin a karcinogen .  Obavy se proto přirozeně soustředí na možnost, že polyakrylamid je kontaminován akrylamidem .  Vynakládá se značné úsilí na odstranění stop akrylamidu z polymeru určeného k použití v blízkosti potravin. 
Kromě toho existují obavy, že polyakrylamid může depolymerizovat za vzniku akrylamidu. Za podmínek typických pro vaření se polyakrylamid významně nedepolymerizuje.  Jediné tvrzení, že se polyakrylamid vrací zpět na akrylamid  , bylo široce zpochybňováno. 
Polyakrylamid je nejčastěji částečně biologicky rozkládán působením amidáz za vzniku amoniaku a polyakrylátů . Polyakryláty se biologicky obtížně rozkládají, ale některé kultury půdních mikrobů prokazatelně dokáží tak činit i za aerobních podmínek. 